# Silver Tower
Silver Tower es una novela del género tecno-thriller escrita por Dale Brown publicada en 1988.

## Argumento
La novela describe el proyecto ‘Silver Tower’, una estación espacial de última generación que se construye con el objetivo de dominar las comunicaciones globales y mejorar la seguridad en el mundo. Sin embargo, la torre se convierte en el objetivo de varias potencias extranjeras que buscan hacerse al poder de la tecnología allí almacenada.

## Personajes
- Patrick McLanahan: capitán de la Fuerza Aérea de los Estados Unidos.
- Ann Page.
- Jason Saint-Michael.
- Dmitry Vasiliev.
- Elena Tsvetkov.

## Temática
La novela explora temas de la Guerra Fría, el equilibrio de poder entre las superpotencias y los peligros inherentes al desarrollo de armas avanzadas.

## Recepción
Publishers Weekly resalta: «Esta decepcionante segunda novela del autor de Flight of the Old Dog comienza con algunas proyecciones políticas intrigantes...Lo que está en juego es lo suficientemente alto como para generar algunas tensas peleas aéreas de alta tecnología, pero la prosa pesada de Brown y los personajes forzados amortiguan la emoción, y las innumerables descripciones largas y cargadas de jerga de hardware militar convierten la historia en un aburrido catálogo de artilugios futuristas».